# Кормовая ценность иван-чая узколистного

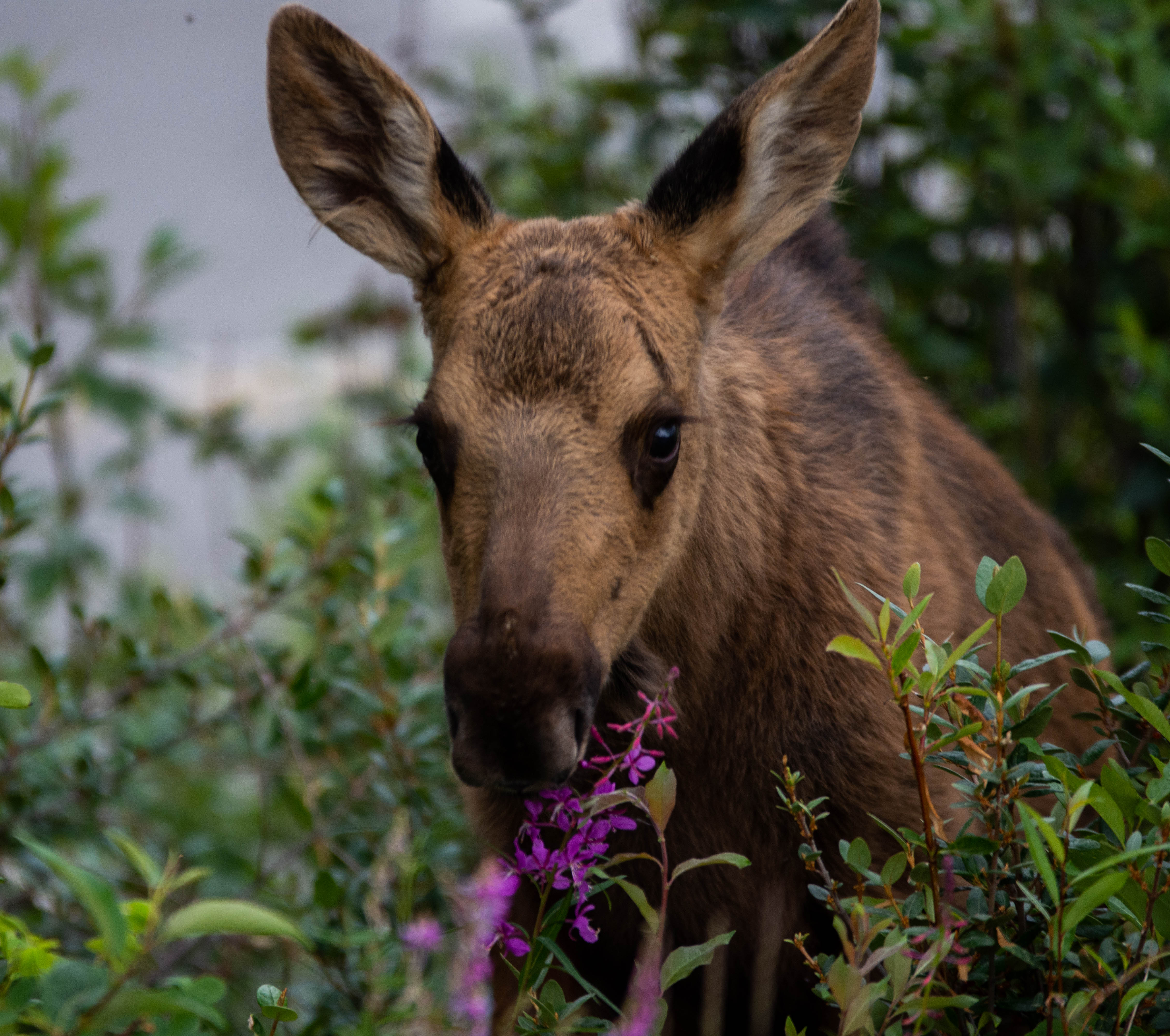
Лось поедает листья кипрея узколистного

Иван-чай как кормовое растение наибольшее значение имеет для северных оленей и ряда промысловых животных. Иван-чай узколистный, или кипрей узколистный, или Кипрей (лат. Chamerion Angustifolium L.) — ценное кормовое растение пригодное для использования на пастбище, заготовки на сено и как силосной культуры. В районах, где недостаточно ценных пастбищ, растение приобретает существенное значение для сельскохозяйственных животных.

## Поедаемость дикими и домашними животными
Крупным рогатым скотом чаще всего поедаются молодые побеги и верхушки более старых растений. Только при отсутствии более ценных кормов поедается удовлетворительный. Овцами поедается охотно и чаще всего лучше, чем крупным рогатым скотом и лошадьми. Поедание овцами отмечено в Хакасии. По наблюдениям в США овцы хорошо поедают в смеси с другими растениями, а при выпасе на чистых зарослях разбредаются в поисках другого корма. Лошади едят плохо. Рекомендуется как корм для свиней. В опытах по скармливанию кроликам показал, поедаемость на 73 %.
Весной и ранним летом северными оленями (Rangifer tarandus) поедаются листья, соцветия и молодые побеги. После цветения поедаемость падает. На острове Завьялова отмечено частое поедание овцебыком (Ovibos moschatus). Основной корм для алтайского марала (Cervus elaphus sibiricus) весной и в начале лета в местах, где гари занимают большие площади. Удовлетворительно поедается пятнистыми оленями (Cervus nippon). В июле — августе хорошо поедается благородным оленем (Cervus elaphus), изюбрем (Cervus elaphus xanthopygus). По наблюдениям Олега Семёнова-Тян-Шанского в Лапландском заповеднике относится к любимым кормам обыкновенного бобра (Castor fiber). В июне — июле поедается кубанским туром (Capra caucasica). В июле поедается серной (Rupicapra rupicapra caucasica), косулей (Capreolus), зайцем-беляком (Lepus timidus). В Кавказском заповеднике отмечено поедание верхушек растения европейским зубром (Bison bonasus) . В небольших количествах поедается утками.
Один из основных нажировочных кормов европейского лося (Alces alces). Наиболее охотно поедается в июне. По наблюдениям в Ленинградской области его доля в рационе в июне составила 31,5 %, а на северо—востоке области 36,5 %. Продуктивность иван-чая определяет ценность летних лосиновых пастбищ.

## Силос и сено
Растение пригодно для силосования. Урожайность зелёной массы пригодной для силоса 150—250 ц/га. Уборку растения производят в фазе бутонизации. Силос получается хорошего качества. Поедается скотом более охотно, чем вико-овсяный силос. Кормление благоприятно сказывается на удое молочного скота. Для повышения качества силос готовят в смеси со злаковыми и бобовыми травами. Переваримость силоса из кипрея узколистного относительно невелика: белок 37,9 %, жир 67,8 %, БЭВ 56,8 %.
Силос при 75 % воды содержит: 4 % протеина, 1,7 % жира, 6,4 % клетчатки, 10,6 % БЭВ, 2,7 % золы. На 100 кг приходится 16,7 кормовых единиц и 1,5 переваримого протеина. Переваримость питательных веществ средняя.
Добавление кипрея узколистного при силосовании козлятника восточного (Galega orientalis) улучшает качество последнего. Наилучшие физико-химические показатели имел силос с долей иван-чая и козлятника 30—35 % и 65—70 % соответственно. Полученный в этом соотношение силос соответствует 1 классу и имеет хорошие органолептические показатели, удовлетворяет требования ГОСТ Р 55986-2014.
При сушке на сено листья легко обламываются и кормовая ценность сильно снижается. Сено поедается крупным рогатым скотом не охотно. Вредных последствий от кормления животных силосом или сеном не отмечено. Однако, есть указание на утомление животных и обильное мочеотделение при кормлении животных кипреем узколистным.

## Химический состав
В молодом состоянии растение богато протеином и содержит немного клетчатки. В фазе цветения содержание протеина падает, а клетчатки возрастает. Углеводы в основном состоят из сахаров и гемицеллюлозы. В одном из образцов собранных в Якутии в фазе вегетации содержалось 58 % БЭВ, 18 % моносахаров, 5,8 % прочих сахаров, 3,5 % крахмала, 3,5 % гемицеллюлозы. Зола содержит значительное количество кальция, калия, а в молодых растениях относительно много фосфора.
Зелёная масса богата калием, кальцием, фосфором, железом, магнием. Способна обеспечивать лактирующих коров макро- и микроэлементами. Однако есть недостаток в натрии, цинке, меди и кобальте.
Надземная масса в сухом состоянии содержит: 10,4—14,0 % протеина, 18,2—20,2 % клетчатки, 2—3,2 % жира, 4,3—9,9 % золы.
| Фаза              | От абсолютно сухого состояния в % | От абсолютно сухого состояния в % | От абсолютно сухого состояния в % | От абсолютно сухого состояния в % | От абсолютно сухого состояния в % | От абсолютно сухого состояния в % | От абсолютно сухого состояния в % | От абсолютно сухого состояния в % |
| Фаза              | Золы                              | Ca                                | P                                 | K                                 | Na                                | Mg                                | S                                 | Cl                                |
| ----------------- | --------------------------------- | --------------------------------- | --------------------------------- | --------------------------------- | --------------------------------- | --------------------------------- | --------------------------------- | --------------------------------- |
| Начало цветения   | 8,9                               | 1,555                             | 0,170                             | 1,452                             | 0,049                             | 0,598                             | 0,116                             | 0,797                             |
| Середина цветения | 6,0                               | 1,030                             | 0,172                             | 1,187                             | 0,032                             | 0,454                             | 0,003                             | 0,424                             |

Всё растение богато аскорбиновой кислотой. По одним данным содержание аскорбиновой кислоты в мг% (на сырое вещество)составляло: в корнях 105, в молодых побегах с листьями 99—317, в стебле 77—155, в листьях 125—388, в цветках 252. По другим данным фазе вегетации листья содержали (в мг на 1 кг сухого вещества): 3748, а в фазе цветения 11670. В листьях наибольшее количество аскорбиновой кислоты содержится в фазе цветения.
Корни содержат дубильные вещества.

## Урожайность

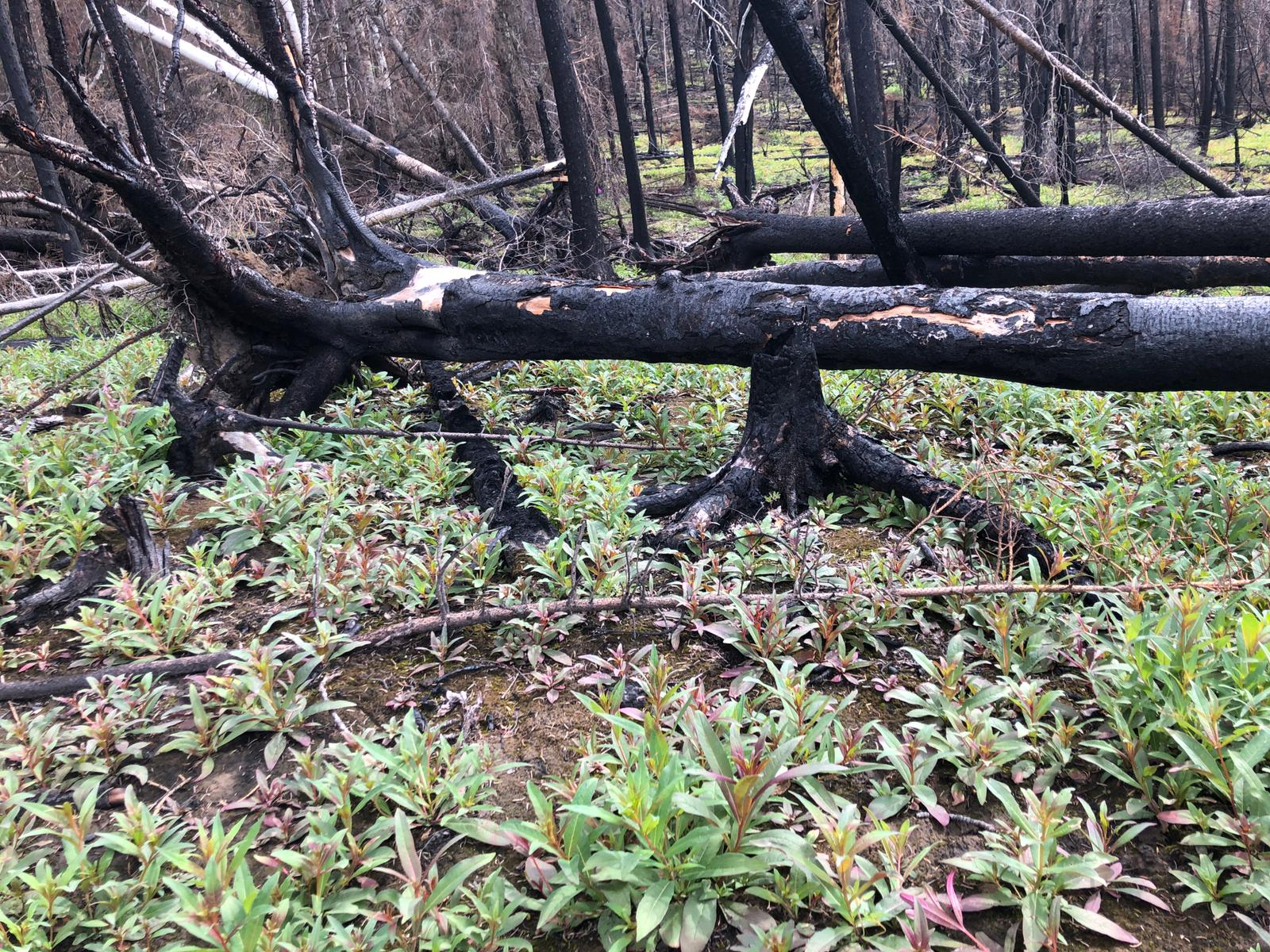
Доминирование C. Angustifolium через год после лесного пожара

Соотношение подземной и надземной массы близко к 1:1. На хорошо развитых зарослях урожайность зелёной массы может достигать 60 т/га, но чаще всего 20—30 т/га. Продолжительность жизни одного растения 4—5 лет. На гарях обильно цветёт и не снижает урожайность за счет вегетативного размножения пока его не вытеснит древесная растительность.
Наибольшей продуктивность растение достигает при густоте стеблестоя 30—40 стеблей на 1 м² или 300—400 тысяч стеблей на гектар. При такой густоте урожайность сухого вещества достигала 6—8 т/га, а высота растений составлял 130—140 см.

## Культивирование

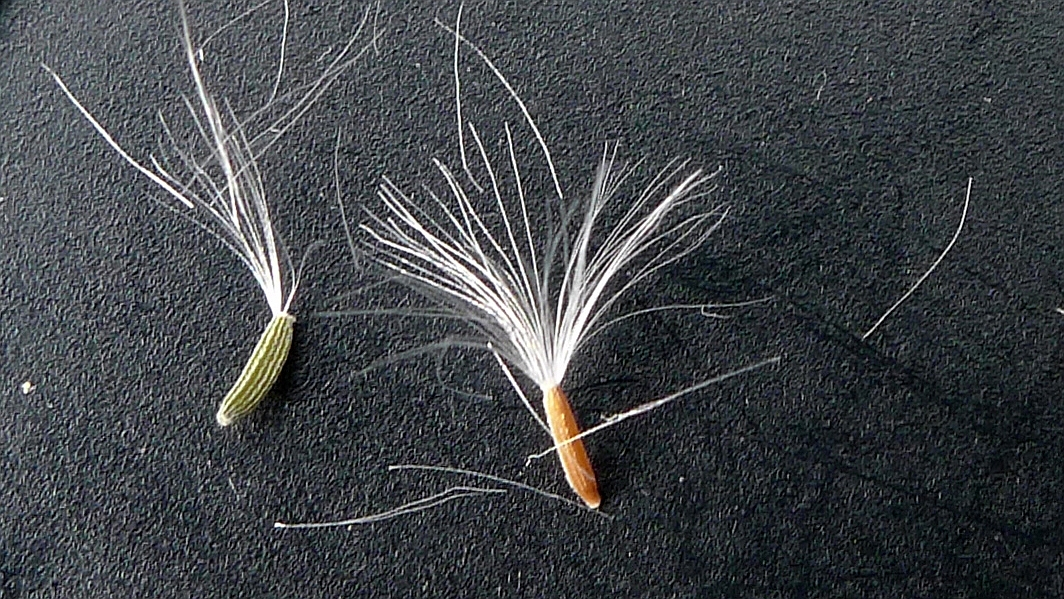
Семена

Растение размножается семенами и вегетативно — отрезками корневищ. Одно растение способно производить до 49 000 и более семян. Огромное количество продуцируемых семян разносится ветром на большие расстояния. Семена не обладают периодом покоя и могут прорастать сразу же после попадания на обнаженную землю. Однако, размножение семенами в культуре осложнено из-за быстрой потери всхожести и маленьким размером семян.
Произрастает на почвах различного механического состава, влажности, кислотности. Отрицательно реагирует на близкое залегание грунтовых вод. Мирится с кислыми почвами. Отрицательно реагирует на выпас. Азот растением усваивается только в нитратной форме. Именно такие условия создаются на после лесных пожаров и вырубок.
Экспериментально доказано, что растение можно культивировать методом зелёного черенкования в пленочной теплице с применением системы туманообразования. При этом применение стимулятора роста не оказало положительного влияния на процент приживаемости, развитие корневой системы и надземных органов растения.